# Branch (Canada)
Branch is een plaats en gemeente (town) in de Canadese provincie Newfoundland en Labrador. De kustplaats ligt in het zuidoosten van het eiland Newfoundland.

## Geschiedenis
In 1966 werd het dorp een gemeente met de status van local government community (LGC). In 1980 werden LGC's op basis van de Municipalities Act als bestuursvorm afgeschaft. De gemeente werd daarop automatisch een community om een aantal jaren later uiteindelijk een town te worden.

## Geografie
Branch ligt op het schiereiland Avalon in het zuidoosten van het eiland Newfoundland. De plaats ligt meer bepaald in de dunbevolkte kustregio Cape Shore op zo'n 120 km ten zuidwesten van de provinciehoofdstad St. John's. De plaats is bereikbaar via een provinciale weg die in het dorpscentrum van naam verandert. Naar het noorden toe staat deze bekend als Route 92 en naar het westen toe als Route 100.
Het dorp is gelegen aan de Branch Cove, een kleine inham van de St. Mary's Bay. Het zuidelijkste punt van de gemeente is Branch Head, een rotsachtige uitham aan het uiteinde van de voornoemde cove.
Op het grondgebied van de gemeente monden voorts twee rivieren in zee uit, namelijk de Branch River ter hoogte van het dorpscentrum en de Beckfords River zo'n 2 km verder oostwaarts.

## Demografie
Demografisch gezien is Branch, net zoals de meeste kleine dorpen op Newfoundland, al decennia aan het krimpen. Tussen 1961 en 2021 daalde de bevolkingsomvang van 556 naar 223. Dat komt neer op een daling van 333 inwoners (-60%) in 60 jaar tijd.
| Demografische ontwikkeling van Branch tussen 1951 en 2021                  |
| -------------------------------------------------------------------------- |
|                                                                            |
| Bron: Statistics Canada (1951–1986, 1991–1996, 2001–2006, 2011–2016, 2021) |

## Galerij

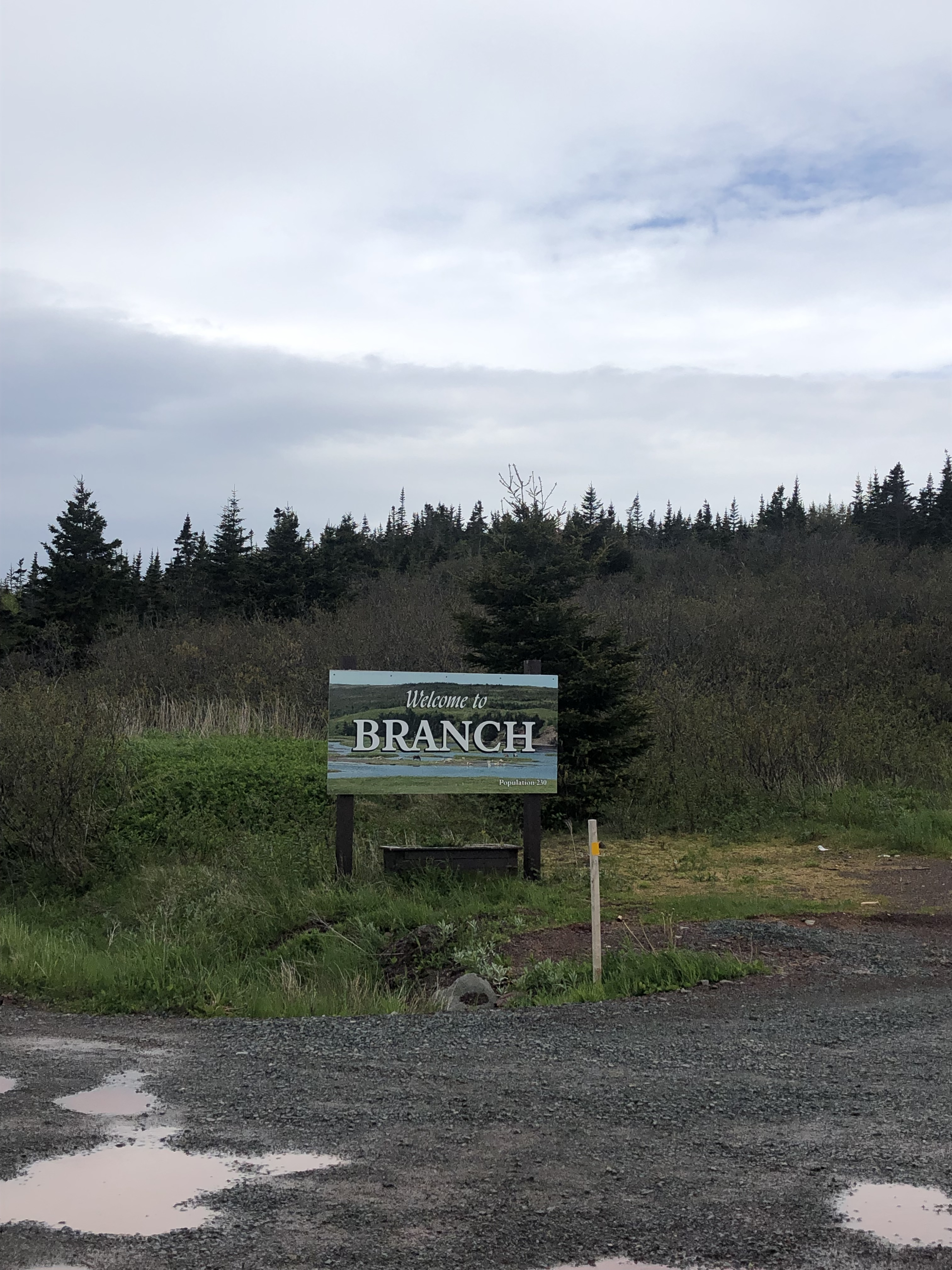
Welkomstbord van Branch komend vanuit het noorden
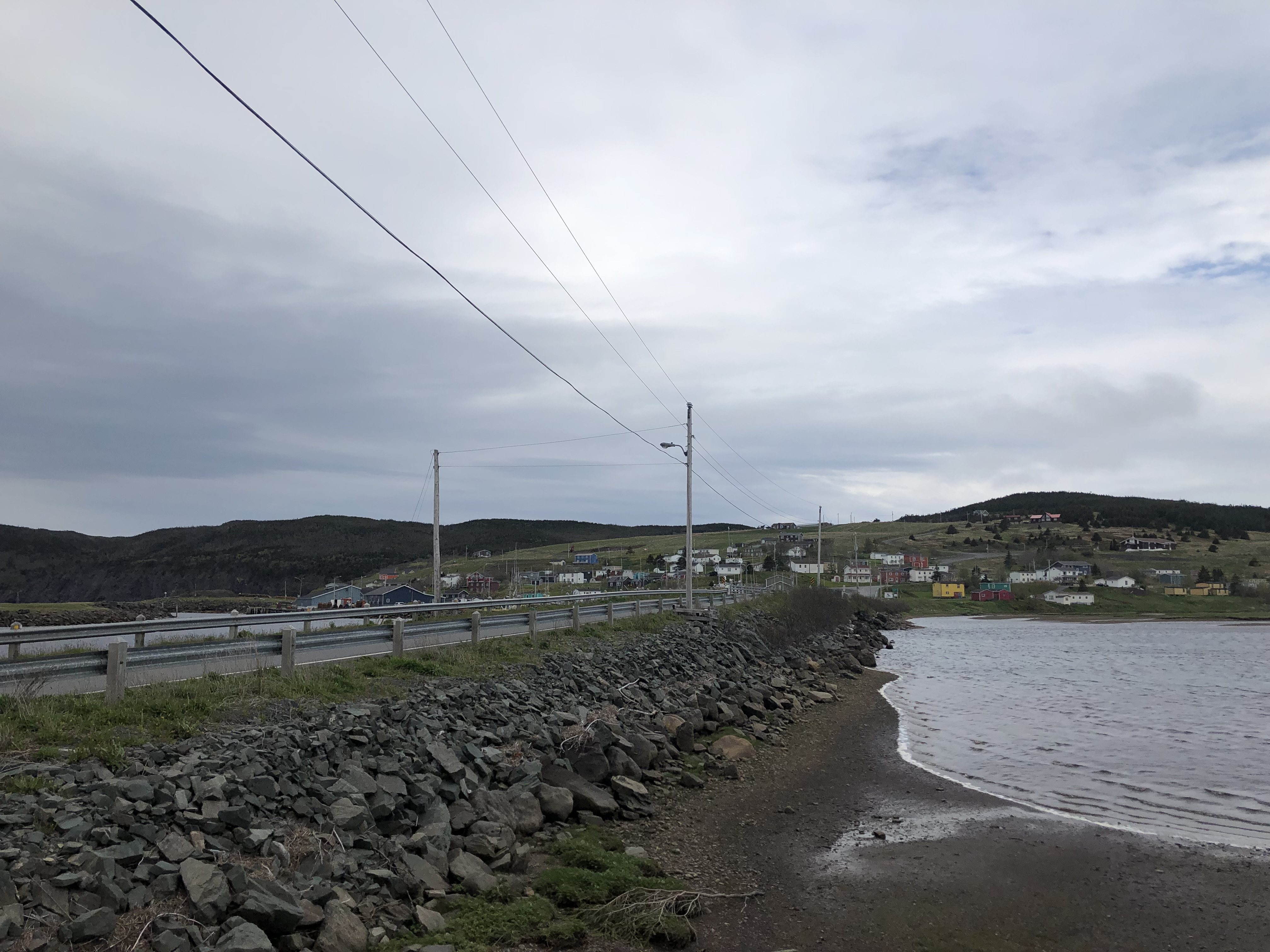
Zicht op het dorp
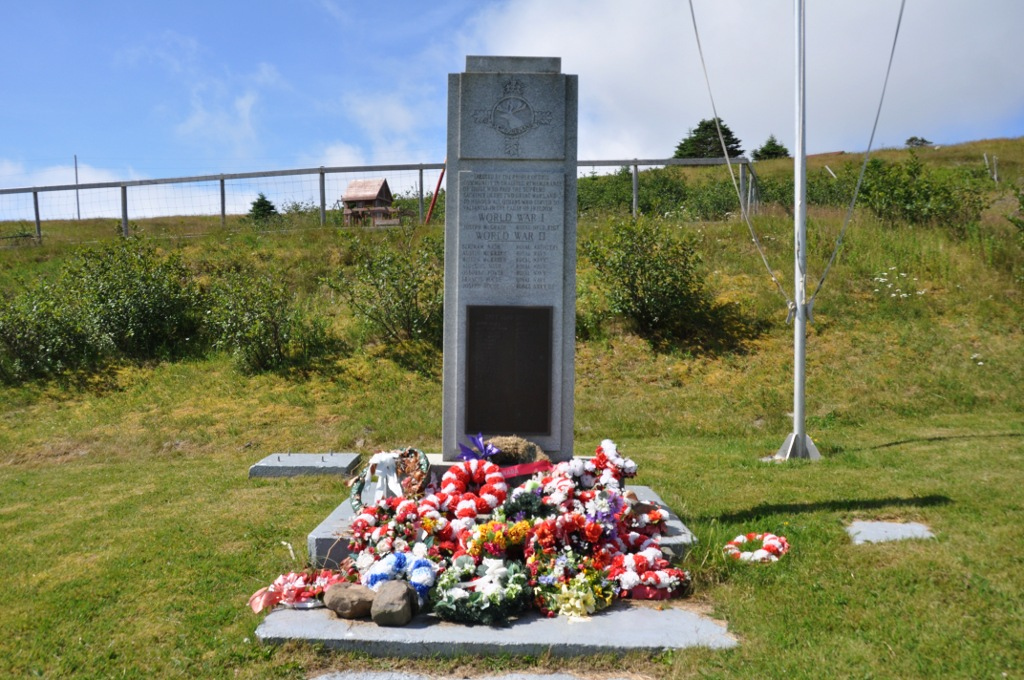
Gedenksteen voor de Eerste en Tweede Wereldoorlog
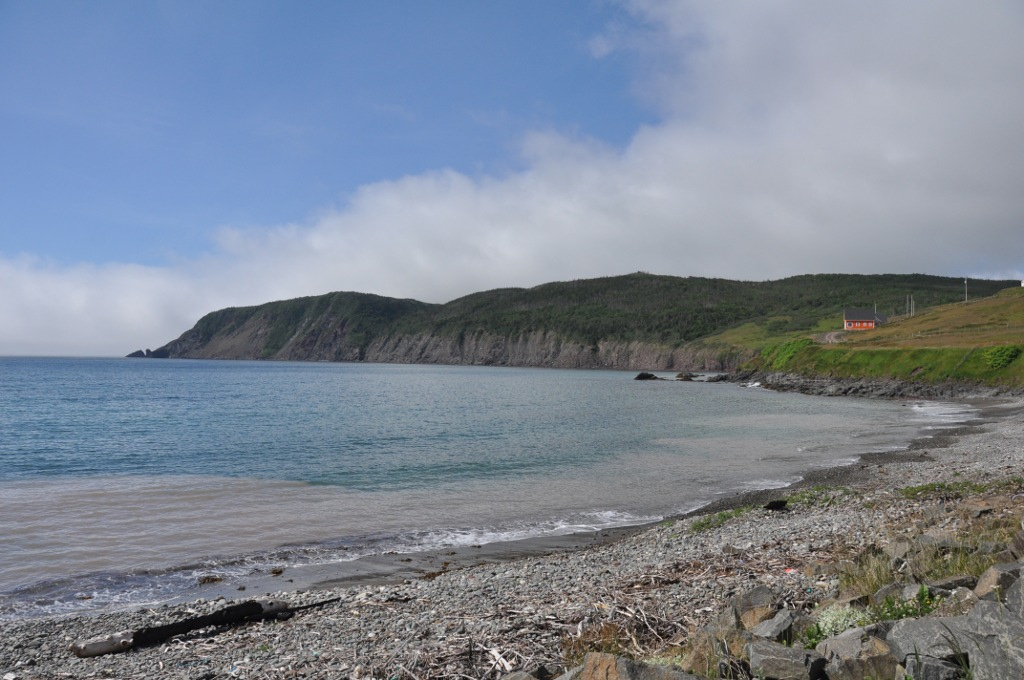
Kliffen aan de oevers van St. Mary's Bay, aan de rand van Branch